# 캐슬바니아: 밤의 교향곡
《캐슬바니아: 밤의 교향곡》은 코나미가 발매한 플랫폼 및 액션 롤플레잉 게임이다. 1997년 3월 20일 일본서 《악마성 드라큘라 X: 월하의 야상곡》라는 제목으로 최초 출시됐다. 하기하라 토루가 주축으로 제작을 맡았고, 일부 기획은 이가라시 코지가 담당했다. 이야기상 《캐슬바니아: 피의 론도》의 후속작으로 흡혈귀사냥꾼 릭터 벨몬트가 실종한 후 드라큘라의 담피르 알루카드가 아버지의 부활을 막기위해 직접 그의 성에 잠입하는 내용을 다뤘다.
《캐슬바니아 II: 사이먼의 원정》에서 나타났던 RPG 요소와 탐험 위주의 비선형 레벨 디자인을 갖췄다. 플레이어는 주인공 알루카드를 조종해 드라큘라의 성을 탐험하며 갖가지 적들을 상대해 돌파해야 한다.
《밤의 교향곡》은 게임플레이, 음악, 그래픽 등으로 호평을 받았다. 초기 성적은 저조했으나 입소문을 타 슬리퍼 히트가 돼 일본과 미국 총 판매량이 90만 장을 기록했다. 《슈퍼 메트로이드》와 함께 탐험 위주의 액션 어드벤처 게임을 일컫는 '메트로이드배니아' 하위 장르의 선구자로 거론된다. 이후 추가 컨텐츠가 담긴 개선판이 여러 플랫폼으로 발매됐다.

## 개발
《밤의 교향곡》 개발 이전 32X를 목표 플랫폼으로 《캐슬바니아》 게임이 제작되고 있었으나, 코나미가 해당 콘솔에 대한 지원을 포기하면서 해당 프로젝트는 갈아엎어졌고, 플레이스테이션 플랫폼으로 게임 제작이 결정됐다.
《밤의 교향곡》 개발은 전작 《캐슬바니아: 피의 론도》를 기획했던 하기하라 토루가 총 지휘했다. 이가라시 코지는 초기에는 각본과 프로그래밍을 담당했다. 제작 도중 하기하라가 승진하면서 이가라시가 부기획자로서 나머지 개발을 감독했다.

## 발매

### 플레이스테이션 및 세가 새턴판
《캐슬바니아: 밤의 교향곡》은 플레이스테이션 콘솔로 일본서 1997년 3월 20일 처음 출시됐으며, 북미 지역에선 1997년 10월 2일, 유럽에선 1997년 11월에 발매됐다. 일본판의 경우 만화가 포함된 책과 《캐슬바니아》 게임 시리즈 음악들이 담긴 사운드트랙이 특전으로 제공됐다.
북미 및 유럽판 현지화는 코나미의 타게임 《스내처》, 《메탈 기어 솔리드》, 《환상수호전》 등을 담당했던 제레미 블라우슈타인이 맡았다.
1998년에는 세가 새턴 이식판이 일본에서만 출시됐다. 이 버전은 마리아 리나드를 플레이어 캐릭터로 사용할 수 있는 특전이 추가됐으며, 새로운 지역 '저주받은 감옥'과 '지하 정원'이 추가됐다. 프로그래밍상 문제로 플레이스테이션보다 로딩이 긴 문제가 있다. 세가 새턴이 투명 그래픽을 지원하지 않는 한계로 인해 일부 투명 효과들이 디더링으로 변경됐다.

### 재발매
2006년에 코나미는 엑스박스 라이브 아케이드를 통해 플레이스테이션판의 이식 버전을 엑스박스 360로 출시하겠다고 발표했다. 이식은 백본 엔터테인먼트가 담당했다. 2007년 3월 21일에 해당 판이 출시됐다.
또한 'PSOne 클래식스' 시리즈의 일부로서 플레이스테이션판이 플레이스테이션 네트워크 스토어로 출시됐다. 북미에 처음으로 2007년 7월 19일에 발매됐고, 일본에선 2010년 12월 16일, 유럽에선 2012년 12월 12일에 발매됐다. 해당 버전은 플레이스테이션 3, 플레이스테이션 포터블 및 플레이스테이션 비타와 대응됐다.
2007년에 플레이스테이션 포터블로 발매된 게임 《캐슬바니아: 더 드라큘라 X 크로니클즈》에는 《밤의 교향곡》 이식판이 특전으로 수록됐다. 해당 판의 경우 영어 현지화가 된 대사 및 더빙이 새로 추가됐으며, 일본어 더빙도 같이 포함됐다. 기본적으로 플레이스테이션판과 동일하나 마리나 리나드를 추가 플레이어 캐릭터로 사용할 수 있으며, 최초 영어판에서 삭제됐던 대사나 음악들이 복구됐다.
2018년 10월 26일 플레이스테이션 4으로 발매된 합본 《캐슬바니아 레퀴엠》에 수록됐다. 이 판은 《더 드라큘라 X 크로니클즈》에 이식된 버전과 동일하다.

## 평가
| 평가 |                               |
| --- | ----------------------------- |
| 통합 점수 통합사 점수 게임랭킹스 93.41% (PS) [ 11 ] 89.58% (X360) [ 12 ] 메타크리틱 93 / 100 (PS) [ 13 ] 89 / 100 (X360) [ 14 ] 평론 점수 평론사 점수 1UP.com A (PS) [ 15 ] 올게임 (PS) [ 16 ] (X360) [ 17 ] CVG (PS) [ 18 ] 에지 8 / 10 (PS) [ 19 ] EGM 9.25 / 10 (PS) [ 11 ] [ 20 ] 유로게이머 9 / 10 (X360) [ 21 ] 게임 인포머 9.5 / 10 (PS) [ 22 ] 게임 레볼루션 B+ (PS) [ 23 ] 게임프로 (PS) [ 24 ] 게임스팟 8.9 / 10 (PS) [ 25 ] 8.5 / 10 (X360) [ 26 ] IGN 9 / 10 (PS, X360) [ 27 ] [ 28 ] OPM (US) 5 / 5 (PS) [ 11 ] OXM (UK) 9 / 10 (X360) [ 29 ] |                               |
| 통합 점수 |                               |
| 통합사 | 점수                          |
| 게임랭킹스 | 93.41% (PS) 89.58% (X360)     |
| 메타크리틱 | 93 / 100 (PS) 89 / 100 (X360) |
| 평론 점수 |                               |
| 평론사 | 점수                          |
| 1UP.com | A (PS)                        |
| 올게임 | (PS) · (X360)                 |
| CVG | (PS)                          |
| 에지 | 8 / 10 (PS)                   |
| EGM | 9.25 / 10 (PS)                |
| 유로게이머 | 9 / 10 (X360)                 |
| 게임 인포머 | 9.5 / 10 (PS)                 |
| 게임 레볼루션 | B+ (PS)                       |
| 게임프로 | (PS)                          |
| 게임스팟 | 8.9 / 10 (PS) 8.5 / 10 (X360) |
| IGN | 9 / 10 (PS, X360)             |
| OPM (US) | 5 / 5 (PS)                    |
| OXM (UK) | 9 / 10 (X360)                 |

## 참조

### 주해
1. ↑  Castlevania: Symphony of the Night
2. ↑  悪魔城ドラキュラX 月下の夜想曲